# Observatoire national de la mer et du littoral
L'Observatoire national de la mer et du littoral (ou ONML, anciennement observatoire du littoral) est un Observatoire de l'environnement, structure française de droit public qui travaille avec de nombreux partenaires et plusieurs ministères collectant et centralisant des données géographiques, démographique, climatique, économiques, sociologiques et environnementales sur la mer et le littoral. Depuis 2012, il est coanimé par le Service de l'Observation et des Statistiques, l'Ifremer et l'Agence des aires marines protégées.
Ses données servent à construire des indicateurs (synthétisés en « fiches-indicateurs »). Ces indicateurs qualitatifs et quantitatifs — dont certains proviennent de la biosurveillance de l'environnement marin et littoral — permettent de suivre l'état du littoral, les pressions et réponses qui pèsent sur ce dernier, et d'évaluer la qualité de la gestion et de l'exploitation des milieux et ressources marines, notamment pour l'élaboration et l'évaluation des politiques publiques sur le littoral et la Gestion intégrée de la mer et du littoral - cible dont l'importance a été réaffirmée par le Grenelle de la mer.

## Histoire
Cet observatoire du littoral (Littoral français) a été créé en France par l’Institut français de l'environnement (IFEN).
C'est l'un des observatoires de l'environnement et l'un des sous-ensembles de l'Observatoire des territoires piloté par la Délégation interministérielle à l'aménagement du territoire et à l'attractivité régionale (DATAR). Il fait maintenant partie du Service de l'observation et des statistiques.
L'observatoire travaille principalement avec les ministères chargés de l'écologie, de l'énergie, du développement durable et de la Mer, de l'économie, de l'agriculture et de la pêche, avec le Secrétariat général de la mer.

## Objets d'observations
Outre la partie marine du littoral métropolitain, le territoire observé est celui des 885 communes littorales (communes maritimes ou construites sur les estuaires, en aval de la limite transversale de la mer). Ce territoire ne représentent que 4 % du territoire métropolitain, mais il présente des caractéristiques et enjeux très spécifiques : vulnérabilité face aux tempêtes et à la montée des océans, activité de pêche et tourisme et forte densité de population (plus de 6 millions de résidents et 7 millions de lits pour le tourisme, nombreux campings, etc.).
Les thèmes les plus observés sont
- Agriculture ;
- Économie, emploi ;
- Immobilier, Construction, infrastructures, logements ;
- Naturalité/artificialisation[2], paysage, biodiversité ;
- Population, démographie, sociologie ;
- Qualité de l'eau ;
- Risque naturel et risque technologique ;
- Tourisme, plaisance, ports ;
- Aménagement du territoire, Occupation et usage du sol ;
- Aires marines protégées ;
- etc.

## Représentation des données
Les données de bases, quantitatives et/ou qualitatives, sont agrégées, croisées et rendues consultables sous de nombreuses formes : cartes, graphes, graphiques, illustrations, fiches-indicateurs…

## Accessibilité et mise à disposition
Ces données sont accessibles via un outil de cartographie interactive (« GEOIDD Litto »), inspiré de l'outil de cartographie "France entière" du Service de l'observation et des statistiques de la DIACT. Il permet aussi de produire des portraits de territoire sur des échantillons géographiques choisis par l'utilisateur. qui intègre :
- des données géographiques (occupation du sol, sites protégés…) ;
- des statistiques (agriculture, démographie, pêche, tourisme…) ;
- avec depuis 2009, la possibilité d'ajouter des données statistiques "personnelles" sur une carte
- Fiches indicateurs (téléchargeables, publication papier)
- lettres de liaison
- Séminaires techniques…

En complément de Géoportail (géré par l'IGN et le BRGM), du portail « Sextant » de 'IFREMER (comprenant notamment un sous-portail « Photos anciennes » ouvert à partir d'une collection de 10 à 20 000 photos aériennes prises de 1919 à 1958 confiée dans les années 1970 au CNEXO par le SHOM) et d'un outil nommé Géolittoralcommandité au CETE Normandie Centre par la Direction Générale de l'Aménagement, du Logement et de la Nature, offre des données d’occupation du sol (à grande échelle) et surtout des orthophotographie littorale (à grande échelle également), soumise à droit d'auteur, et utilisable de nombreuses applications par lien interopérable.

### Interactivité
8 didacticiels animés aident les internautes à utiliser l'outil de cartographie dynamique de l'Observatoire ; ils sont accessibles sur les pages d'accueil de l'outil

### Difficultés
- L'accès à certaines données reste difficile (données stratégiques, données lacunaires ou encore absentes sur la biodiversité et les habitats sous-marins et leurs évolutions en particulier).

Certaines données statistiques anciennes sont lacunaires ou doivent être recalées ou sont à valider (par exemple pour des modèles ou études de tendance, pour la prospective, par exemple dans le domaine de la biodiversité et du climat).

### Questions juridiques
L’observatoire cherche à mutualiser la connaissance et les moyens et frais d'acquisition de données, tout en homogénéisant les protocoles de collecte et de traitement des données ;
Les droits d'auteurs et de propriété de données limitent certaines possibilités de publication.
Le partage des coûts et moyens d'acquisition est possible mais avec des coûts parfois élevés (imagerie satellitaire de précision par exemple) et la mise à disposition des données pose de complexes problèmes juridiques.

#### Observatoire de l'Environnement
- Nouveau portail du nouvel Observatoire national de la mer et du littoral (ONML).(à partir de mars 2012)
- Portail Cartographie, Observatoire du littoral
- départemental de l'environnement (Finistère, France, produisant un « atlas de l'environnement»).
- Observatoire de la forêt méditerranéenne
- Observatoire des forêts d'Aquitaine

#### Observatoires des sites et sols pollués
- BASIAS et BASOL (en France)